# إنريكي كولار
إينريكي كولار مونتيروبيو (بالإسبانية: Enrique Collar)‏ (ولد في 2 نوفمبر 1934 في إشبيلية) هو لاعب كرة قدم إسباني سابق. لعب 16 مباراة دولية مع منتخب إسبانيا لكرة القدم 1955-1963 سجل خلالها 4 أهداف. ولعب في كأس العالم لكرة القدم 1962.

## مسيرته الكروية
لعب إنريكي كولار خلال مسيرته الاحترافية مع 4 أندية في تسعة عشر موسمًا وسجل خلالها 86 هدفًا ضمن 384 مباراة. حيث فاز في ثلاثة مواسم بالكأس وفي موسم واحد بالدوري.
خاض إنريكي كولار مسيرته مع نادي قادش في موسم 1952–53 لمدة موسم واحد، مشاركًا في 20 مباراة سجل خلالها 7 أهداف. ثم انتقل إلى نادي أتلتيكو مدريد في موسم 1953–54 ليلعب معه ستة عشر موسمًا، حيث شارك في 338 مباراة سجل خلالها 71 هدفًا. لينتقل بعدها إلى نادي فالنسيا في موسم 1969–70 لمدة موسم واحد، مشاركًا في 15 مباراة سجل خلالها هدفًا واحدًا.

## روابط خارجية
- BDFutbol profile
- National team data (بالإسبانية)
- إنريكي كولار على موقع الاتحاد الدولي (مؤرشف)  (الإنجليزية)
- إنريكي كولار على موقع الاتحاد الأوربي (الإنجليزية)
- إنريكي كولار على موقع قاعدة بيانات كرة القدم.إي يو (الإنجليزية)
- إنريكي كولار على موقع ناشيونال فوتبول تيمز (الإنجليزية)
- Cádiz CF profile (بالإسبانية)
- Valencia CF profile (بالإسبانية)